# Amor (romance de Toni Morrison)
Amor, publicado em 2003, é o oitavo romance de Toni Morrison . Escrito na narrativa não linear, o romance conta a vida de várias mulheres e seus relacionamentos com o falecido Bill Cosey.
Cosey era um carismático dono de hotel e as pessoas ao seu redor foram afetadas por sua vida - mesmo muito depois de sua morte. Os personagens principais são Christine, sua neta e Heed, sua viúva. Os dois têm a mesma idade e costumavam ser amigos, mas cerca de quarenta anos após a morte de Cosey, eles são inimigos jurados e ainda compartilham sua mansão. Mais uma vez, Morrison usa narrativa dividida e pula para frente e para trás ao longo da história, não se desdobrando totalmente até o final. Todos os personagens do romance têm alguma relação com o infame Bill Cosey.
Semelhante ao conceito de comunicação entre os vivos e os mortos em seu romance Amada, publicado em 1987, Morrison apresentou um personagem chamado Junior; ela era o meio para conectar o morto Bill Cosey ao mundo dos vivos.
As técnicas de contar histórias em Amor, nomeadamente a narrativa dividida, sugerem uma tendência recente na literatura de Morrison que divide o enredo entre diferentes períodos de tempo.

## Recepção critica
De acordo com o agregador de resenhas de livros Book Marks, Amor recebeu na sua maioria críticas positivas dos críticos. Por exemplo, a crítica Elaine Showalter, escrevendo no The Guardian, elogiou como "um livro desarmadamente compacto e nada pomposo ... cheio de personagens peculiares e perversos e ideias provocativas e fora de moda". No The New York Times, Laura Miller comparou Amor favoravelmente a alguns dos trabalhos anteriores de Morrison, como Amada e Sula .